# Amphipontonia
Amphipontonia is een geslacht van kreeftachtigen uit de klasse van de Malacostraca (hogere kreeftachtigen).

## Soort
- Amphipontonia kanak Bruce, 1991